# Silke Vogt-Deppe

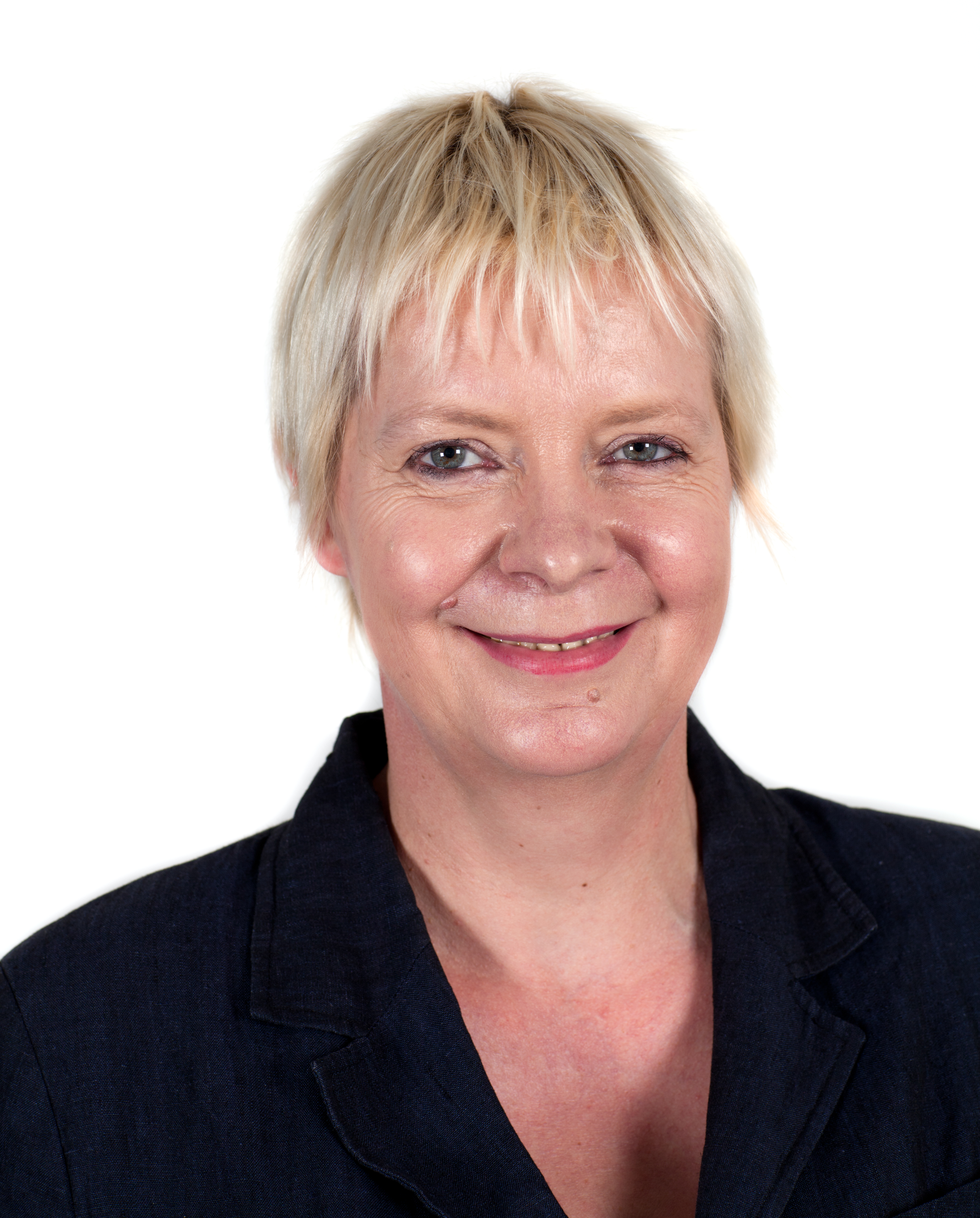
Silke Vogt-Deppe im Juni 2011.

Silke Vogt-Deppe (* 13. Februar 1958 in Lüngerau bei Flensburg) ist eine Hamburger SPD-Politikerin.

## Leben
Nach dem Abitur ging Silke Vogt-Deppe nach Hamburg und absolvierte ein Studium der Kunstgeschichte an der Universität. Danach war sie als wissenschaftliche Angestellte tätig. Zurzeit arbeitet sie als Sekretärin in einem Kindergarten. Sie ist verheiratet und hat eine Tochter.
Vor ihrer Arbeit in der Bürgerschaft saß sie in den Jahren 1997 bis 2002 im Kirchenvorstand der Kirchengemeinde Eimsbüttel.

## Politik
Im Jahr 1986 trat Vogt-Deppe in die SPD ein. Von 1997 bis 2004 war sie Mitglied in der Bezirksversammlung Eimsbüttel.
In den Jahren 2004 bis 2008 war sie Abgeordnete der Hamburgischen Bürgerschaft. Dort war sie Fachsprecherin der SPD-Fraktion für Eingaben. Sie saß im Eingabenausschuss, Sportausschuss und Umweltausschuss. Zudem war sie im Parlamentarischen Untersuchungsausschuss (PUA)  Geschlossene Unterbringung Feuerbergstraße tätig. Bei der Bürgerschaftswahl in Hamburg 2011 wurde sie nach dreijähriger Pause über die Landesliste erneut in die Bürgerschaft gewählt. Dort gehörte sie dem Eingabenausschuss, Europaausschuss, der Härtefallkommission und dem Parlamentarischen Untersuchungsausschuss Elbphilharmonie an. Bei der Bürgerschaftswahl 2015 kandidierte sie auf Platz 46 der SPD-Landesliste, verpasste jedoch den erneuten Einzug in die Bürgerschaft.